# سيغريد أغرين
سيجريد أغرين (ولدت في 24 أبريل 1991) عارضة أزياء فرنسية من مارتينيك، برزت خلال حدث ايليت موديل لوك في عام 2006.

## روابط خارجية
- سيغريد أغرين على موقع IMDb (الإنجليزية)
- سيغريد أغرين على موقع قاعدة بيانات الفيلم (الإنجليزية)
- سيغريد أغرين على موقع دليل عارضات الأزياء (الإنجليزية)
- سيغريد أغرين في موديلز.كوم